# Poudre d’Or
Koordinaten: 20° 4′ S, 57° 41′ O
Poudre d’Or ist eine Ortschaft („Village“) im Norden von Mauritius. Sie ist Teil des Distrikts Riviére du Rempart und gehört administrativ zur Village Council Area (VCA) Poudre d’Or. Bei der Volkszählung 2011 hatte der Ort 4.142 Einwohner.

## Geschichte
Bereits zu holländischer Zeit wurde der Teil der Insel erkundet. Unter französischer Herrschaft begann eine Besiedelung. Aus dieser Zeit stammt auch der Name. Jacques-Henri Bernardin de Saint-Pierre schrieb am 13. September 1769: „…que l’on appelle La Poudre d’Or à cause dit-on de la couleur se sable qui me parut blanc com ailleurs“ (deutsch: welcher Goldpuder genannt wird, aufgrund der Farbe des Sandes, der auch mir weißer erscheint als anderswo.)
Unter Ludwig XV. wurde der Ort Sitz eines gleichnamigen Kantons.
Ursprung des Ortes war die Domäne Poudre d’Or mit einer Größe von 468 Arpents, die André Oury von der Krone erwarb. 1837 ging das Anwesen in den Besitz einer englischen Gesellschaft, Pierson & Chapman und Barcleys, über, die 1893 an Edmond de Chazal verkauften. Dieser war bereits Besitzer der St. Antoine SE. Bereits 1875 musste die Zuckerfabrik des Anwesens schließen.
1944 wurde ein Denkmal zur Erinnerung an den Schiffbruch der St. Géran errichtet. Das Schiff war 1744 mit 800 Tonnen Fracht und 167 Menschen vor Poudre d'Orauf das Riff gelaufen und gesunken. Das Unglück inspirierte Jacques-Henri Bernardin de Saint-Pierre zu seinem Werk Paul et Virginie, welches auf Mauritius sehr bekannt ist. Das Denkmal steht unter Denkmalschutz.
Die St. Géran war nicht das einzige Schiff, das vor Poudre d’Or scheiterte. Am 3. März 1860 ging das amerikanische Walfangschiff Cavalier unter. Von den 124 Besatzungsmitgliedern fanden 23 den Tod.
1864 wurde Poudre d’Or an die Nordlinie der Eisenbahn angeschlossen. In der Folge entstanden die Zuckerfabriken Schoënfeld, Espérance, Mon triomphe, Figette, Belmont und Petit village de l’ile d’ambre im Umkreis.
1882 wurde von der Regierung ein Krankenhaus errichtet. Der Sitz der Verwaltung des Distrikts Riviére du Rempart befand sich bis 1933 in Poudre d’Or und wurde dann nach Mapou verlegt.

## Religion
In Poudre d’Or befindet sich die Kirche Marie-Reine. Der Bau aus dem Jahr 1846, der besonders durch den mächtigen viereckigen Kirchturm aus Ziegeln auffällt, war ursprünglich St. Philomène geweiht. Seit 1965 ist die Kirche Marie-Reine. Geweiht. Der Bau wurde durch eine Stiftung von 2 Arpents Land durch die Witwe Charles Baudot möglich. Gleichzeitig wurde auf Initiative von Abeé Commerford ein 2,2 Arpents großer Friedhof angelegt. Hier befinden sich die Familiengräber vieler alter französischer Familien der Umgebung. Die Kirche gehört zur Pfarrei Marie Reine in Goodlands. Zur Pfarrei gehört noch die Kapelle Sainte-Claire in Goodlands.
Eine evangelische Kapelle St. Marc wurde für die kleine anglikanische Gemeinde im Ort erbaut. Die Moschee stammt aus dem Jahr 1877 und ist damit die älteste im Nordteil der Insel.

## Tourismus
Heute ist der Ort ein beliebter Touristenort. Ein Yachthafen und eine Reihe von Stränden befinden sich genauso vor Ort wie eine Vielzahl von Restaurants und Hotels.